# 阿尔斯-拉克内克西
阿尔斯-拉克内克西（法語：Ars-Laquenexy，法語發音：[aʁs lakənɛksi]）是法国摩泽尔省的一个市镇，位于该省西部，属于梅斯区。

## 地理
阿尔斯-拉克内克西（49°5'37"N, 6°16'16"E）面积6.25 平方千米，位于法国大東部大區摩泽尔省，该省份为法国东北部内陆省份，是洛林的一部分，西南接默尔特-摩泽尔省，东临下莱茵省，北与卢森堡和德国接壤。
与阿尔斯-拉克内克西接壤的市镇（或旧市镇、城区）包括：宽西、瑞里、拉克内克西、马尔西伊、梅克勒沃、梅斯、佩尔特。

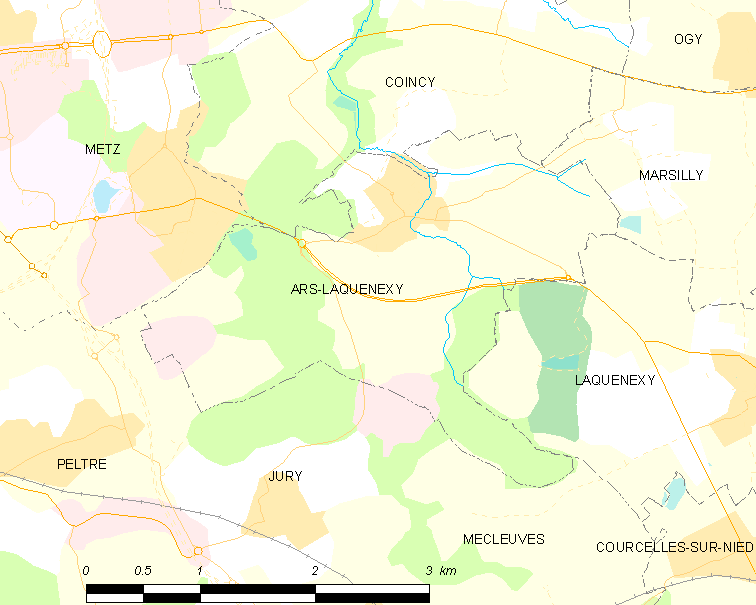
阿尔斯-拉克内克西的OSM定位图

阿尔斯-拉克内克西的时区为UTC+01:00、UTC+02:00（夏令时）。

## 行政
阿尔斯-拉克内克西的邮政编码为57530，INSEE市镇编码为57031。

## 政治
阿尔斯-拉克内克西所属的省级选区为梅斯地区县。

## 人口

1962-2008年间阿尔斯-拉克内克西人口变化图示

阿尔斯-拉克内克西于2022年1月1日时的人口数量为938人。